# ディルク・ヘーセン
ディルク・ヘーセン（Dirk Heesen 、1969年9月15日 - ）は、オランダの中部、ユトレヒト州の都市ユトレヒト出身の元サッカー選手。サッカー指導者。

## 選手経歴
1988年から2002年にかけてサッカー選手としてのキャリアをユトレヒト、ヴァーヘニンゲン、ADOデン・ハーグ、FCオスで過ごした。

## 監督経歴
2002年の現役引退後、FCオスで監督としてのキャリアをスタートさせ、2010年に監督就任するまでの間、アシスタントを務めた。その後、2013年から2015年までヴィレムIIのアシスタントを務め、2017年2月、ADOデン・ハーグのアシスタントコーチに就任した。